# ブロークン・ハーツ・クラブ
『ブロークン・ハーツ・クラブ』（英: The Broken Hearts Club: A Romantic Comedy）は、2000年に製作されたアメリカ合衆国の映画。
2001年7月21日、第10回東京国際レズビアン&ゲイ映画祭で上映された。

## キャスト
- デニス：ティモシー・オリファント
- コール：ディーン・ケイン
- ケヴィン：アンドリュー・キーガン
- ジャック：ジョン・マホーニー
- レスリー：ニア・ロング
- アン：メアリー・マコーマック
- ベンジ：ザック・ブラフ
- ハウイー：マット・マクグラス
- テイラー：ビリー・ポーター
- パトリック：ベン・ウェバー
- キップ：マイケル・バーギン

## 評価
レビュー・アグリゲーターのRotten Tomatoesでは28件のレビューで支持率は64%、平均点は6.00/10となった。Metacriticでは17件のレビューを基に加重平均値が51/100となった。